# Andrews Thazhath
Andrews Thazhath (Puthukkad, 13 de dezembro de 1951) é um prelado indiano da Igreja Católica. Ele é o terceiro e atual arcebispo metropolitano da Arqueparquia Católica Siro-Malabar de Thrissur desde 2007. Ele foi nomeado arcebispo que sucedeu a Mar Jacob Thoomkuzhy em 22 de janeiro de 2007 e foi empossado no cargo em 18 de março de 2007 pelo Cardeal Mar Varkey Vithayathil. Também foi, de 30 de julho de 2022 a 7 de dezembro de 2023, administrador apostólico sede plena de Ernakulam-Angamaly e desde 11 de novembro do mesmo ano, presidente da Conferência dos Bispos Católicos da Índia.

## Biografia
Recebeu sua formação sacerdotal no St. Joseph Pontifical Seminary de Alwaye, onde obteve o bacharelado em teologia. Foi ordenado padre em 14 de março de 1977. Em Roma, no Pontifício Instituto Oriental, obteve a licenciatura e depois o doutorado em direito canônico.
Assim, foi vigário paroquial e pároco em várias paróquias, prefeito no seminário menor, Notário e Juiz do Tribunal Eparquial, vice-chanceler e chanceler eparquial; sincelo da Arquieparquia de Trichur e presidente da Associação de Direito Canônico Oriental da Índia.
Em 18 de março de 2004, o Papa João Paulo II o nomeou bispo auxiliar em Thrissur. Foi consagrado como bispo titular de Aptuca em 1 de maio do mesmo ano, na Catedral Metropolitana Nossa Senhora de Lourdes de Thrissur, pelo arcebispo de Thrissur, Jacob Thoomkuzhy, coadjuvado por Jacob Manathodath, bispo de Palghat, e James Pazhayattil, bispo de Irinjalakuda.
Em 22 de janeiro de 2007, o Papa Bento XVI o nomeou arquieparca de Thrissur. A entrada solene ocorreu em 18 de março do mesmo ano.
Fundou em 2009 a Legião de Famílias Apostólicas (LOAF), associação leiga de famílias consagradas.
Em 30 de julho de 2022, além de suas funções atuais, foi nomeado administrador apostólico sede plena da Arquieparquia Maior de Ernakulam-Angamaly. Foi nomeado pois Mar Antony Kariyil, vigário-geral da Arquieparquia Maior, foi expulso por levantar uma rebelião contra o cardeal George Alencherry, por conta do método uniformizado de missa, que foi introduzido na Igreja Católica Siro-Malabar em dezembro de 2021, e desafiou a diretiva do cardeal. Kariyil apoiou os sentimentos de uma grande parte dos padres e de uma seção de leigos na arquidiocese, onde o cardeal é considerado como uma persona non grata.
Em 11 de novembro de 2022, foi eleito presidente da Conferência dos Bispos Católicos da Índia (CBCI).
Em 7 de dezembro de 2023, renunciou da administração apostólica da Arquieparquia Maior de Ernakulam-Angamaly.

### Ordenações episcopais
Mar Andrews Thazhath foi o principal consagrador de:
- Raphael Thattil (2010)
- Paul Alappatt (2010)
- Tony Neelankavil (2017)

Foi também co-ordenante de:
- Franco Mulakkal (2009)
- Bosco Puthur (2010)
- Sebastian Vaniyapurackal (2017)
- Joseph Thykkattil (2019)